# Chiesa di San Pietro del Gallo
La chiesa di San Pietro del Gallo è una chiesa di Cuneo, situata nella frazione di San Pietro del Gallo. Inoltre, fa parte della zona pastorale dell'Oltrestura. 

## Storia e descrizione
La chiesa di San Pietro del Gallo venne edificata come cappella rurale a metà del XVII secolo. Fu elevata a parrocchia nel 1819 dal primo vescovo di Cuneo, monsignor Amedeo Bruno di Samone. La nuova parrocchia fu arricchita di numerosi gioielli offerti da un'antica famiglia di Cuneo, i conti Pascal d'Illonza (o Pascale d'Illonza).
Nella seconda metà del XIX secolo, l'interno della chiesa fu affrescato dal pittore Francesco Agnese. Dal 1839, nei pressi della parrocchia, è sorta la casa per esercizi spirituali "Pascal d'Illonza".